# 友谊街道 (大连市)
友谊街道，是中华人民共和国辽宁省大連市金州区下辖的一个乡镇级行政单位。

## 行政区划
友谊街道下辖以下地区：
康乐社区、爱民社区、金华社区、古城乙区社区、宁海社区、龙兴社区、园艺村、兴民村和龙王庙村。